# Regiunea Nord, Burkina Faso
Nord este o diviziune de gradul I, localizată în statul Burkina Faso. Regiunea, înființată la data de 2 iulie 2001, cuprinde un număr de 4 provincii:  Loroum, Passoré, Yatenga, and Zondoma. Reședința regiunii este orașul Ouahigouya. 

| Provincia | Reședința  | Populația (2006) |
| --------- | ---------- | ---------------- |
| Loroum    | Titao      | 142.990          |
| Passoré   | Yako       | 322.873          |
| Yatenga   | Ouahigouya | 547.952          |
| Zondoma   | Gourcy     | 168.955          |